# Дженнингс, Терренс
Терренс Дженнингс (род. 28 июля 1986, Майами) — американский тхэквондист. Бронзовый призёр Олимпийских игр 2012 года в категории до 68 кг, бронзовый призёр Панамериканских игр 2011 года в категории до 68 кг.